# Renescure
Renescure település Franciaországban, Nord megyében. Lakosainak száma 2130 fő (2022. január 1.). Renescure Clairmarais, Campagne-lès-Wardrecques, Staple, Wardrecques, Arques, Bavinchove, Blaringhem, Ebblinghem, Lynde és Racquinghem községekkel határos.

## Népesség
A település népessége az elmúlt években az alábbi módon változott:
| Lakosok száma | 2085 | 2084 | 2128 | 2080 | 2100 | 2120 | 2140 | 2128 | 2130 |
|               | 2013 | 2015 | 2016 | 2017 | 2018 | 2019 | 2020 | 2021 | 2022 |